# Liochthonius similis
Liochthonius similis är en kvalsterart som beskrevs av Sandór Mahunka 1974. Liochthonius similis ingår i släktet Liochthonius och familjen Brachychthoniidae. Inga underarter finns listade i Catalogue of Life.